# 梅山郷
梅山郷（メイシャン/ばいさん/うめやま-きょう）は台湾嘉義県の郷。

## 地理
嘉義市の近郊にある郷。嘉義市への通勤率は約7.5％。

## 歴史
梅山の旧称は「梅仔坑」である。この地は倒孔渓南岸の広い渓谷に位置し、昔この一帯では梅が多く咲いたことからこの名称が付けられた。1920年に「小梅庄（こうめ）」と改称されていた。戦後は「梅山」と改称され現在に至っている。
また別名として「糜仔坑」というものもある。この地が山麓に位置し、そこを行き交う旅行者に「米糕粥」を販売したことに由来する。台湾語では「粥」を「糜」と称したことからこの別称が生じた。

## 経済

### 銀行
- 京城商業銀行梅山支店

## 行政区
| 地区 | 村                                                     |
| ---- | ------------------------------------------------------ |
| 丘陵 | 梅東村、梅南村、梅北村、大南村、過山村、双渓村         |
| 浅山 | 安靖村、圳南村、圳北村、永興村、半天村                 |
| 深山 | 太平村、太興村、龍眼村、碧湖村、瑞峯村、瑞里村、太和村 |

## 歴代郷長
| 代 | 氏名 | 任期 |
| -- | ---- | ---- |

## 教育

### 国民中学
- 嘉義県立梅山国民中学

## 交通

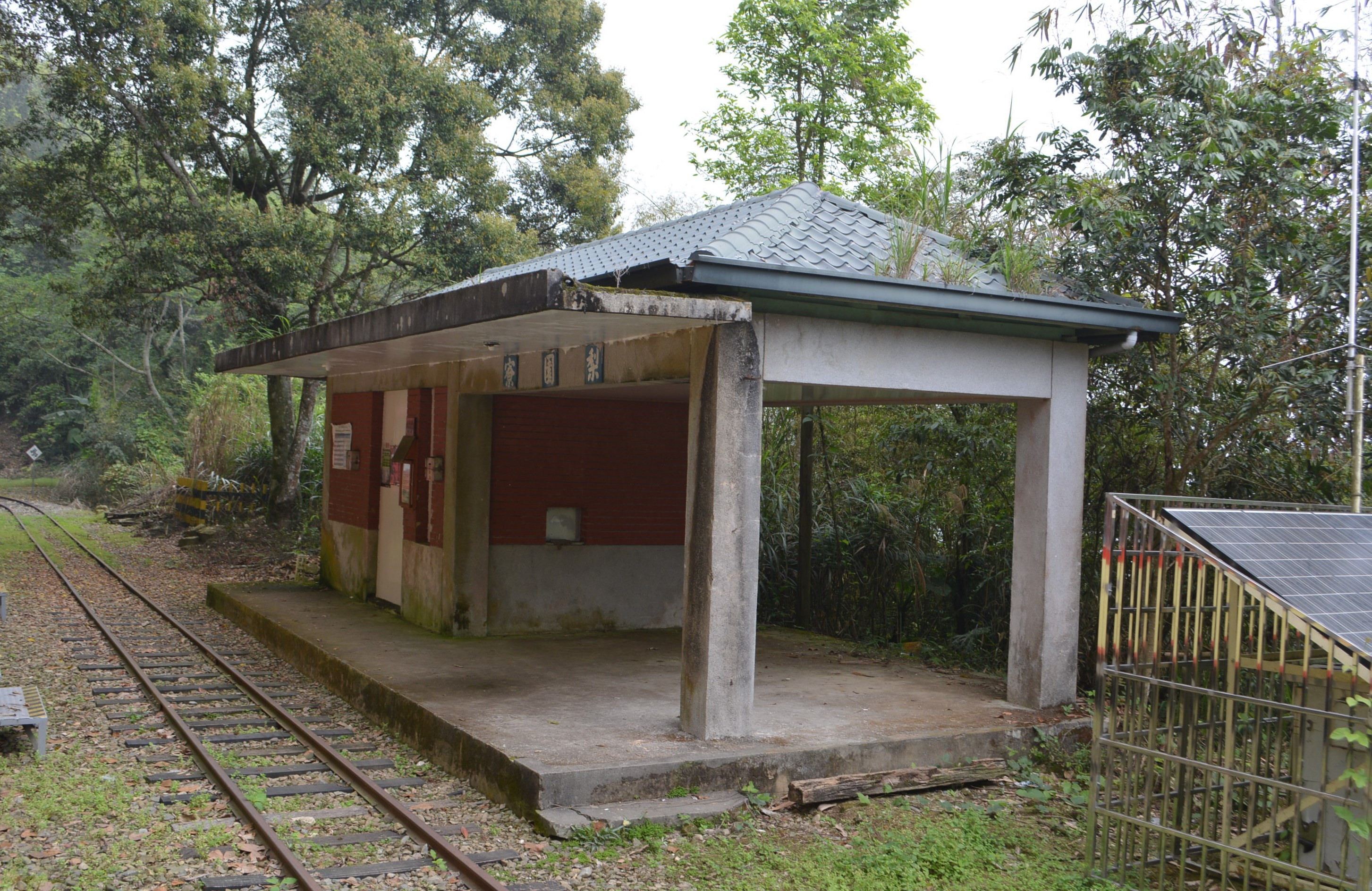
梨園寮駅構内

| 種別 | 路線名称      | 事業者       | 駅、行先、その他              |
| ---- | ------------- | ------------ | ----------------------------- |
| 鉄道 | 縦貫線 (南段) | 台鉄         | 大林駅（台鉄の最寄駅）        |
| 鉄道 | 阿里山線      | 林務局       | 梨園寮駅                      |
| バス | 103           | 嘉義県公車処 | 梅山-竹崎高中                 |
| バス | 107           | 嘉義県公車処 | 梅山-太平                     |
| バス | 7125          | 台西客運     | 梅山-斗六（東和経由）         |
| バス | 7126          | 台西客運     | 梅山-斗六（崙峰経由）         |
| バス | 7135          | 台西客運     | 大林-梅山                     |
| バス | 7304          | 嘉義県公車処 | 嘉義-梅山（大林経由）         |
| バス | 7306          | 嘉義県公車処 | 民雄-梅山（国立中正大学経由） |
| バス | 7307          | 嘉義県公車処 | 梅山-北港                     |
| バス | 7323          | 嘉義県公車処 | 嘉義-梅山                     |
| 省道 | 台3線         | 公路総局     | 古坑郷 - 梅山郷 - 竹崎郷      |

## 催事
- 汗路文化祭

## 観光
- 太平風景区
- 瑞峰風景区
- 太和風景区
- 瑞里風景区
- 双渓大峡谷
- 碧湖農業休閑園区
- 胆仰界碑
- 梅山公園
- 大二尖山
- 竹坑渓
- 野薑花渓
- 梅山玉虚宮（中国語版）
- 梅山中華聖母天主堂
- 竜眼村（中国語版）